# Ely del Valle
Ely del Valle (Bilbao) és una periodista basca.

## Trajectòria

### Ràdio
Va començar la seva carrera professional a la Cadena SER, primer a Radio Bilbao i posteriorment en Radio Madrid, on va dirigir i va presentar, entre d'altres, el programa Extrarradio i la tarda del cap de setmana, i va copresentar amb Julio César Iglesias La ventana indiscreta i Vía Libre. El 1992 va fitxar per RNE on es va fer càrrec de la direcció i presentació de l'informatiu La Radio en Punto a Radio 5, embrió del que més tard seria Radio 5 Todo Noticias. El 1994 va passar a Radio 1, i des d'aquesta data i fins a 2004 va fomar part de l'equip de La Mañana compartint micròfon amb Antonio Jiménez i Carlos Herrera. El 2010 es converteix en directora i presentadora, juntament amb Enrique Campo, de La Mañana de la Cadena COPE. Va ser col·laboradora al programa Las Mañanas de RNE. Des de setembre de 2014 va presentar tots els matins el programa Hoy en Madrid a Onda Madrid, un contenidor de diferents formats, que combina actualitat, entrevistes, informació i continguts culturals.

### Televisió
El 1998 va donar el salt a televisió presentant el magazín d'Antena 3 Hoy de Mañana. Durant l'estiu de 2000 va assumir la presentació del programa Buenos días de RNE, tasca que va compaginar amb la presentació a Telecinco del magazín de tarda Quédate conmigo. El 2001 es va fer càrrec del debat setmanal Alto y claro de Telemadrid, programa que va simultanejar durant un temps amb el seu treball en Radio Nacional i amb la presentació del programa Sexo en Nueva York del canal digital EllaTV L'abril d'aquest mateix any, es va convertir en directora i presentadora d'El Círculo a primera hora de Telemadrid, un programa diari de tertúlia i entrevistes polítiques que es va mantenir en pantalla onze anys, fins a desembre de 2012.

### Premsa escrita
En premsa escrita, ha col·laborat en la revista Panorama i els diaris 30 minutos i ABC. En l'actualitat i des de 2009 és columnista de La Razón i la publicació digital El Semanal Digital. A més és autora de tres llibres: Un adolescente bajo mi techo (Grijalbo 2004), Eramos pocos y se jubilaron mis padres (Plaza&Janés 2006) i El zoo de los maridos (La Esfera de los libros 2011) i coautora, juntament amb altres periodistes i escriptores del llibre Palabras de Mujer (2007), prologat pel llavors president del govern José Luis Rodríguez Zapatero. També ha escrit el pròleg del llibre Hombre menguante, mujer creciente de Javier Urra.

## Premis i reconeixements
Ely del Valle, que des de 2008 col·labora en el màster de ràdio de la Universitat Rei Joan Carles, va ser guardonada el 2012 per l'Acadèmia de Televisió amb el premi Iris a la millor presentadora de programes autonòmics, i compta amb una Antena de Plata. El 2011 va ser nomenada Maja del Centenari de la Gran Vía de Madrid.